# 合被韭
合被韭（学名：Allium tubiflorum）为葱科葱属的植物，是中国的特有植物。分布在中国大陆的山西、河南、湖北、河北、甘肃、陕西、四川等地，生长于海拔2,000米的地区，常生长在石缝、山坡以及灌丛下，目前已由人工引种栽培。